# Lanford Wilson
Pour les articles homonymes, voir Wilson.
Lanford Wilson (13 avril 1937 - 24 mars 2011) est un dramaturge américain. Son travail, tel que décrit par The New York Times, était "terreux, réaliste, grandement admiré [et] largement interprété". Wilson a contribué à faire avancer le mouvement théâtral Off-Off-Broadway avec ses premières pièces, qui ont d'abord été produites au Caffe Cino débutant en 1964. Il fut l'un des premiers dramaturges à passer d'Off-Off-Broadway à Off-Broadway, puis Broadway et au-delà.
Wilson a reçu le Prix Pulitzer de l'œuvre théâtrale en 1980 et a été élu en 2001 au Temple de la renommée du théâtre. En 2004, Wilson a été élu à l'Académie américaine des arts et des lettres et a reçu le PEN/Laura Pels International Foundation for Theatre Award en tant que maître dramaturge américain. Il a été nommé pour trois Tony Awards et a remporté un Drama Desk Awards et cinq Obie Awards.
La courte pièce de 1964 de Wilson La Folie de Lady Bright a été son premier grand succès et a conduit à d'autres travaux tout au long des années 1960 qui ont exprimé une variété de thèmes sociaux et romantiques. En 1969, il a cofondé la Circle Repertory Company avec le directeur de théâtre Marshall W. Mason. Il a écrit de nombreuses pièces pour le Circle Circle dans les années 1970. Sa pièce de 1973 «The Hot l Baltimore» fut le premier grand succès de la compagnie auprès du public et des critiques. La production Off-Broadway a dépassé 1 000 représentations.
Sa pièce «Fifth of July» a été produite pour la première fois au Circle Repertory en 1978. Il a reçu une nomination aux Tony Awards pour sa production de Broadway, qui a ouvert ses portes en 1980. Une préquelle de «Fifth of July», intitulée Talley's Folly (ouvert en 1979 au Circle Repertory) a ouvert à Broadway avant le 5 juillet et a remporté Wilson le prix Pulitzer 1980 pour le théâtre et sa première nomination Tony. Brûlez tout (1987) a été un autre succès de Broadway. Wilson a également écrit le libretti pour plusieurs opéras.

## Enfance et éducation
Wilson est né de Ralph Eugene et Violetta Tate Wilson à Lebanon (Missouri). Après le divorce de ses parents à l'âge de 5 ans, il a déménagé avec sa mère à Springfield, où ils ont vécu jusqu'à ce qu'elle se remarie. À l'âge de 11 ans, sa mère a épousé Walt E. Lenhard, un fermier de Ozark, et ils ont tous deux emménagé avec lui. Il avait deux demi-frères, John et Jim, et une demi-sœur, Judy,. Il a fréquenté l'école secondaire à Ozark et développé un amour pour le cinéma et l'art. Durant son enfant, Wilson aimait écrire des nouvelles et aller voir des pièces de théâtre au Southwest Missouri State College (maintenant Missouri State University). Une production de Brigadoon a eu un effet particulièrement retentissant sur Wilson, en disant que "après que cette ville est revenue à la vie sur scène, les films n'avaient aucune chance". Il a développé un intérêt pour le théâtre et a joué dans ses pièces de théâtre du lycée, y compris le rôle de Tom dans "The Glass Menagerie" (Français: La Ménagerie de verre (film, 1987)) par Tennessee Williams.
Après avoir obtenu son diplôme de Ozark High School en 1955, Wilson a commencé ses études collégiales au Southwest Missouri State College. En 1956, il déménage à San Diego, où son père a déménagé après le divorce de ses parents,. He a étudié l'art et l'histoire de l'art au San Diego State College et a travaillé comme riveteuse à la Ryan Aircraft Plant. Ses retrouvailles avec son père ont été difficiles, mais la relation s'est améliorée ces dernières années et Wilson a basé sa pièce Lemon Sky sur leur relation. Wilson a quitté l'université et a déménagé à Chicago en 1957, où il a travaillé comme graphiste pour une agence de publicité. Pendant ce temps, Wilson s'est rendu compte que les nouvelles qu'il avait toujours aimé écrire seraient plus efficaces comme pièces de théâtre, et a commencé à étudier l'écriture dramatique à l'Université de Chicago,.

## Premiers travaux (1962-1968)
En 1962, Wilson a déménagé à Greenwich Village à New York. Il a travaillé dans des petits boulots, comme une dactylo temporaire, un commis aux réservations à Americana Hotel, au bureau des plaintes d'un magasin de meubles et à un travail de vaisselle où un collègue a incorrectement l'a appelé "Lance". Après cela, les amis de Wilson l'ont tous appelé par ce nom. Wilson a finalement travaillé pour le bureau d'abonnement du New York Shakespeare Festival.
Wilson a rencontré le Caffe Cino pour la première fois quand il est allé voir Eugène Ionesco La Leçon (pièce de théâtre). L'expérience lui a fait penser que le théâtre "pouvait être à la fois dangereux et drôle à la fois". Après le spectacle, Wilson s'est présenté au cofondateur et producteur de Cino Joe Cino, un pionnier du mouvement Off-Off-Broadway,,. Cino a encouragé Wilson à soumettre une pièce de théâtre au Cino. À Cino, Wilson a trouvé un mentor qui non seulement critiquait ses pièces, mais les mettait également en scène.
La première pièce de Wilson à être présentée en première à Cino a été "So Long at the Fair", en août 1963. Ses œuvres pour Caffe Cino incluent Ludlow Fair (initialement intitulé Vernis à ongles et tampons), Home Free! et The Madness of Lady Bright. Il a continué à faire des petits boulots pour subvenir à ses besoins durant ces premières années. The Madness of Lady Bright créé au Caffe Cino en mai 1964. La pièce concerne "Lady" Bright, qui est une "reine hurlante de lissage" de quarante ans. Un jour d'été étouffant dans les années 1960, alors que dans son appartement dans l'Upper West Side de Manhattan, "Lady" Bright perd lentement son esprit. C'est une tragédie complexe et comique d'une originalité saisissante, et l'une des œuvres les plus remarquables et les plus remarquables de Wilson. En son cœur, l'œuvre est une étude pénétrante de la solitude et de l'isolement. Ce fut l'un des premiers succès significatifs de Off-off-Broadway, avec plus de 200 représentations,. The Madness of Lady Bright a établi un record en tant que pièce la plus ancienne au Caffe Cino,.
En 1965, Wilson a commencé à écrire des pièces de théâtre pour Ellen Stewart's La MaMa Experimental Theatre Club dans le East Village. Son premier film complet - des pièces de longueur en première à La MaMa, dont Balm in Gilead, qui dépeignait une romance vouée à l'échec dans un dîner cuillère graisseux urbain habité par des drogués, des prostituées et des voleurs, p.19. Balm in Gilead créé à La MaMa en 1965, réalisé par Marshall W. Mason. La pièce a été relancée en 1984 par Circle Repertory Company et la Steppenwolf Theatre Company, et dirigée par John Malkovich,. Plus tard en 1965, Wilson a écrit et réalisé Miss Williams pour une prestation-bénéfice à La MaMa appelée "BbAaNnGg!".
En 1965, les pièces de Wilson «Home Free!» Et «No Trespassing» sont produites pour la première tournée européenne de La MaMa Repertory Troupe. Sa pièce This is the Rill Speaking a été produite aux côtés de Jean-Claude van Itallie War et Rochelle Owens «Homo» pour la deuxième tournée européenne de la Troupe de répertoires La MaMa, en 1966. Sa pièce Sans titre a été produite avec des œuvres de Sam Shepard, Tom Eyen, Leonard Melfi, Paul Foster, et Owens, tous dirigés par Tom O'Horgan, pour la troisième tournée européenne de La MaMa Repertory Troupe, en 1967. En plus d'écrire ses propres pièces à La MaMa, Wilson a mis en scène des œuvres d'autres dramaturges. En 1966, il a conçu le décor de La Madone dans le verger de Foster, dirigé par O'Horgan à La MaMa. Il a ensuite conçu le décor pour In Praise of Folly de Donald Julian, réalisé par Mason à La MaMa en 1969.
La pièce de Wilson The Sand Castle a été produite pour la première fois à La MaMa en 1965, sous la direction de Mason, et a de nouveau été réalisé par Mason à La MaMa en 1967. Wilson a participé à la première conférence nationale des dramaturges en 1965 au Eugene O'Neill Theatre Center avec Sam Shepard, Edward Albee, et John Guare. Sa pièce de 1966 «The Rimers of Eldritch» »traite de l'hypocrisie et de l'étroitesse d'esprit dans une petite ville du Midwest rural et remporte le 1966/1967 Drama Desk Vernon Rice Awards pour sa contribution au théâtre off-Broadway. Il a été produit pour la première fois à La MaMa en 1966, sous la direction de Wilson. Wilson a dirigé une renaissance de The Rimers of Eldritch à La MaMa en 1981 pour célébrer le 20e anniversaire du théâtre. Wilson a dirigé une renaissance de The Rimers of Eldritch à La MaMa en 1981 pour célébrer le 20e anniversaire du théâtre.
The Rimers of Eldritch a été suivi par le The Gingham Dog (1968) à propos de la rupture d'un couple interracial. Il est retourné au O'Neill Theatre Center afin de concevoir le Lemon Sky en 1968. Wilson décrivit Lemon Sky (1968) comme "directement autobiographique". Le narrateur de la pièce Alan, la représentation de Wilson de lui-même, décrit sa tentative de réconciliation avec son père absent depuis longtemps. Ils ne répondent pas aux attentes les uns des autres, et Alan laisse désillusionné par l'autoritarisme et l'étroitesse d'esprit de son père.

## Circle Repertory Company et travaux ultérieurs (1969-2011)

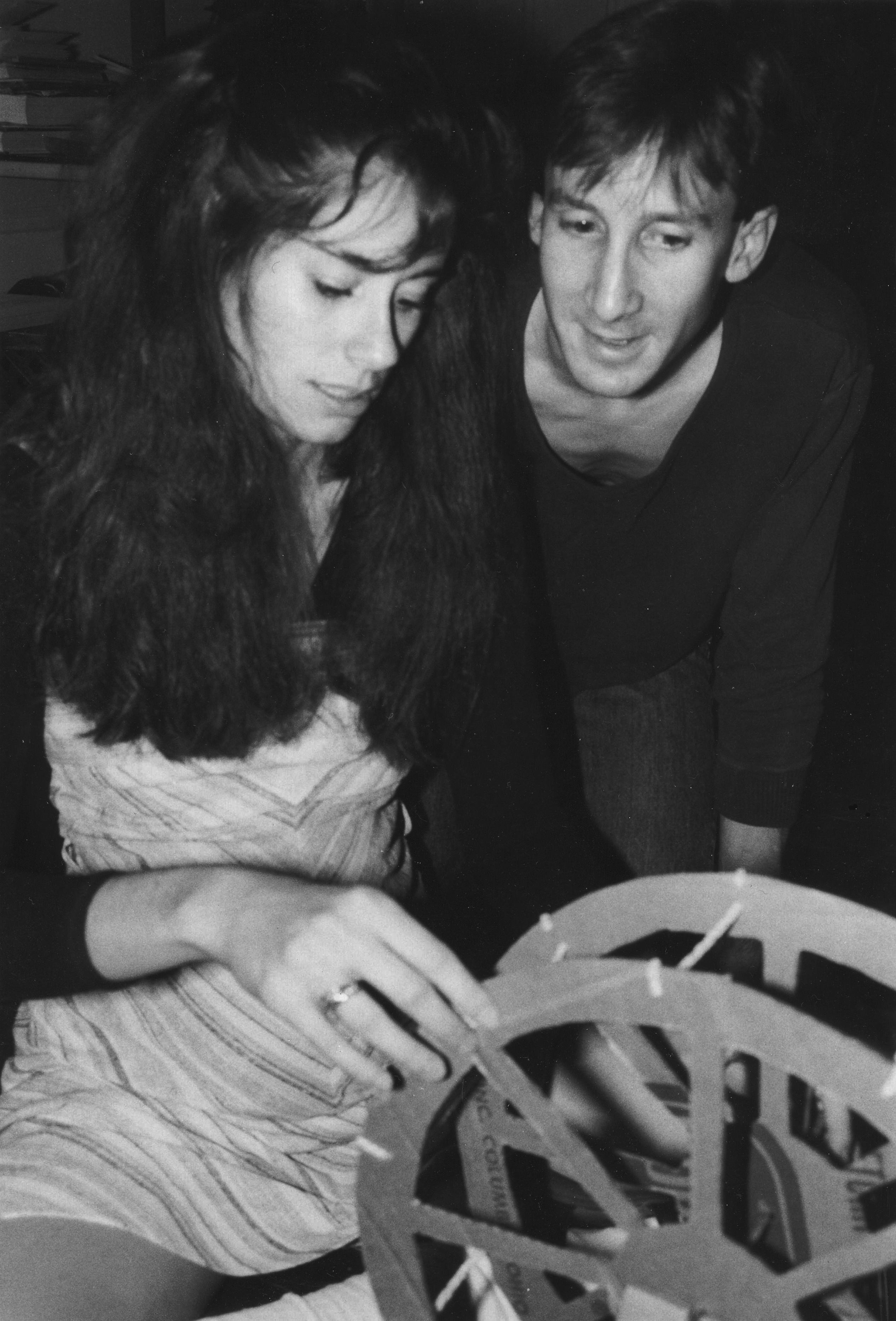
Une scène de la renaissance de New York en 1986 de Home Free!

En 1969, Wilson a cofondé la Circle Repertory Company avec Marshall W. Mason, Tanya Berezin et Rob Thirkield. Beaucoup de pièces de Wilson ont été produites pour la première fois au Circle Repertory et dirigées par Mason,. Toujours en 1969, Wilson a été embauché pour 5 000 $ pour adapter à "One Arm" de Tennessee Williams, à propos d'un arnaqueur masculin, dans un scénario. Le lendemain de la fin du scénario, il a été invité à une avant-première de Cowboy de minuit, et après avoir vu le film pensé "cette idée est tombée dans les égouts".
Ses premières pièces au Circle Repertory, The Great Nebula in Orion, Ikke, Ikke, Nye, Nye, Nye, and The Family Continues, créées en 1972. The Hot l Baltimore, sur les lowlifes qui risquent l'expulsion lorsque l'hôtel en décomposition dans lequel ils vivent doit être démoli, ouvert en 1973 et fut le premier succès commercial de Circle Repertory. La pièce a également remporté le New York Drama Critics Circle Award et un Obie Awards. Elle a ensuite été transférée Off-Broadway au Circle in the Square Theatre et a couru pour 1 166 performances. The Hot l Baltimore a été adapté en série télévisée de courte durée par ABC en 1975, que Wilson a déclaré "une catastrophe",.
En 1975, Wilson The Mound Builders, que The New York Times a décrit comme "l'œuvre la plus ambitieuse de Wilson", a été créée à Circle Rep concernait une fouille archéologique malheureuse dans le Midwest et, par thème, envisageait la futilité des réalisations de l'homme. Circle Repertory a ensuite produit le Serenading Louie de Wilson en 1976. La pièce avait été jouée sans succès en 1970 par le Washington Theatre Club, et Wilson l'a révisée pour la production de Circle Repertory, qui est généralement considérée comme sa première officielle.
L'identité sexuelle fait partie des thèmes que Wilson a explorés dans ses pièces,. Le thème apparaît dans The Madness of Lady Bright, Lemon Sky, Fifth de juillet et Brûlez tout. Dans "Fifth of July", un succès de Broadway en 1980-1982, les membres de la famille Talley décident de vendre la ferme familiale du Missouri. L'histoire est centrée sur Ken Talley, un vétéran handicapé du Vietnam, et son amant Jed, qui vivent dans la maison. Wilson a été nommé pour le Tony Award for Best Play pour Fifth of July. Après Fifth of July, Wilson a écrit Talley's Folly (1979), une pièce de deux personnes représentant le Midwesterner Sally Talley et le juif Matt Friedman tombant amoureux et se fiançant malgré les objections de Sally,. Talley & Son créé en tant que A Tale Told en 1981 mais a été réécrit dix et renommé lors de son ouverture en 1985. Les deux sont des préquels[Quoi ?] établis 30 ans avant le «5 juillet». Talley's Folly a reçu le Pulitzer Prize for Drama en 1980 et a reçu une nomination pour le Tony Award for Best Play. À cette époque, Norman Mailer a demandé à Wilson d'adapter The Executioner's Song pour un téléfilm, mais Wilson a décliné.
Angels Fall a ouvert ses portes à Broadway en 1983, ce qui a valu à Wilson sa troisième nomination pour le Tony Award du meilleur jeu. La revue New York Times a déclaré: "M. Wilson est l'un des rares artistes de notre théâtre qui peut vraiment faire chanter l'Amérique." Dans Brûlez tout, un jeune danseur gay nommé Robbie et son amant Dom sont décédés dans un accident de bateau avant le début de la pièce. Les colocataires de Robbie, sa partenaire de danse Anna et le gay, confiant Larry, doivent accepter la mort de Robbie. Anna apprend à être indépendante et sûre d'elle-même, poursuivant son intérêt pour la chorégraphie, commençant une relation avec le frère affligé de Robbie, Pale, et mettant fin à sa relation impartiale avec son petit ami de longue date.
En plus d'écrire des pièces de théâtre, Wilson a écrit le libretti pour plusieurs opéras. Il a collaboré avec le compositeur Lee Hoiby pour Summer and Smoke (1971) et a adapté sa propre pièce, This is the Rill Speaking, en 1992,. Summer and Smoke est une adaptation de Tennessee Williams en une pièce du même nom. Williams a donné à Hoiby la permission de composer un opéra basé sur la pièce et Hoiby a demandé à Wilson d'adapter la pièce en livret. This is the Rill Speaking est un acte unique "opéra de chambre" que Wilson a adapté dans sa propre pièce du même nom. En 1984, Wilson a écrit une nouvelle traduction de Anton Tchekhov's Three Sisters pour la Hartford Stage Company. Wilson a tenté de faire sonner sa traduction comme un discours de tous les jours, car il croyait que Les traductions existantes étaient linguistiquement exactes mais pas intrinsèquement théâtrales. Les critiques de la production de Hartford et d'une production ultérieure de la Steppenwolf Theatre Company ont fait l'éloge du dialogue idiomatique de Wilson.
Il est également devenu actif avec le Bay Street Theatre à Sag Harbor (New York), où certaines de ses nouvelles pièces courtes ont été produites, y compris la première mondiale de 1996 de sa comédie «Virgil Is Still the Frogboy», commandée par le Bay Street Theatre et souscrite par le magazine Vanity Fair. Le titre fait référence à un célèbre graffiti peint à la bombe sur un pont de chemin de fer qui avait intrigué les gens dans les Hamptons pendant des années. Réalisée par Marshall W. Mason, la production a joué Arija Bareiikis, Bobby Cannavale, Jennifer Dundas, Thomas McCarthy et Josh Pais, du 14 août au 9 septembre 1996,.

## Vie personnelle et décès
Wilson était ouvertement gay. Après avoir déménagé à New York en 1962, il s'est installé dans un appartement sur Sheridan Square à Greenwich Village, où il a vécu pendant de nombreuses années. Dans les années 1970, il a acheté une maison à Sag Harbor, Long Island.Il vivait aux deux endroits, utilisant son appartement de Manhattan principalement lorsqu'il y jouait une pièce de théâtre. Lorsqu'il vivait à Manhattan, il a travaillé avec le Playwrights Laboratory de la Circle Repertory Company, assistant souvent à des lectures, des répétitions et des productions.
Vers 1998, Wilson a abandonné son appartement à New York pour vivre à plein temps à Sag Harbor.
Wilson est décédé le 24 mars 2011, à l'âge de 73 ans, des complications d'une pneumonie.

## Prix, reconnaissance et héritage
En 2004, Wilson a reçu le PEN/Laura Pels International Foundation for Theatre Award pour un maître dramaturge américain. Toujours en 2004, il a été élu à la Académie américaine des arts et des lettres.
En 2009, il a partagé son point de vue sur son amitié avec Tennessee Williams lors d'un festival de théâtre à Provincetown, Massachusetts.
En 2010, Debra Monk a décerné à Wilson le prix de réalisation artistique des New York Innovative Theatre Awards. Cet honneur a été décerné par la communauté Off-Off-Broadway "en reconnaissance de ses œuvres courageuses et uniques qui ont aidé à établir la communauté Off-Off-Broadway et à propulser la voix du théâtre indépendant en tant que contributeur important à la scène américaine."
Ben Brantley, critique de théâtre pour The New York Times, a déclaré que les pièces de Wilson reflétaient "le désenchantement face à l'état de la nation... Quelques pièces, au moins, mettaient en vedette des vétérans vietnamiens aigris. En même temps, il revint à l'ère des jeux plus sentimentaux - des portraits de perdants en marge de la vie ". Wilson et Marshall W. Mason ont encouragé l'apprentissage par la pratique et ont souvent utilisé la technique de Constantin Stanislavski. En plus de John Malkovich, Judd Hirsch, Swoosie Kurtz, William Hurt, Jeff Daniels, David Morse et Christopher Reeve faisaient partie des acteurs qui ont joué dans les productions de Wilson et Mason.

## Œuvres sélectionnées
| - Home Free! (1964) - La folie de Lady Bright (1964) - Baume en Galaad (1965) - Ludlow Fair (1965) - Wandering (1966) - The Rimers of Eldritch (1967) - The Gingham Dog (1968) (première production de Broadway de Wilson en 1969) - Lemon Sky (1968) - Serenading Louie (1970) - The Hot l Baltimore (1973) - The Mound Builders (1975) | - Fifth of July (1978; Broadway 1980–82) - Talley's Folly (1979; Broadway 1980) - A Tale Told (1981, plus tard révisé et renommé Talley & Son) - Angels Fall (1982; Broadway 1983) - Burn This (1986; Broadway 1987–88) - A Betrothal (1986) - Abstinence (1989) - Redwood Curtain (1992; Broadway 1993) - A Sens of Place (français: Un sentiment d'appartenance) (1996) - Sympathetic Magic (1998) - Book of Days (2000) - Rain Dance (2002) |